# Deirdre
Deirdre ou Derdriu, dont le nom signifie « Douleur », est une jeune fille à la beauté tragique de la mythologie celtique irlandaise. Sa légende appartient au Cycle d'Ulster, elle est décrite dans le Longes mac nUislenn.

## Le mythe

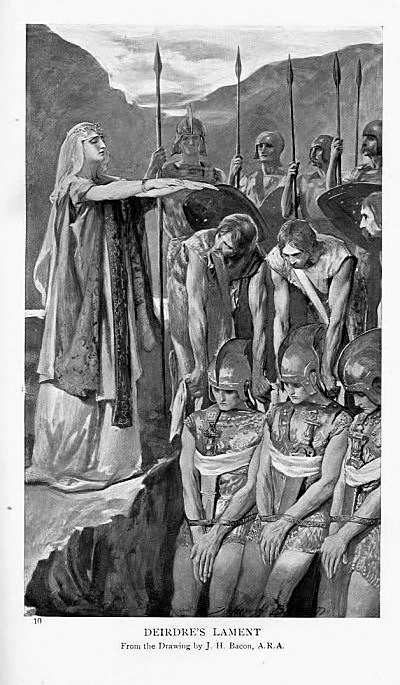
Les pleurs de Deirdre, gravure de J.H.F. Bacon (1905).

Deirdre est l'enfant du barde Fedelmid, qui vit à la cour du roi Conchobar Mac Nessa. Des faits étranges entourent sa naissance. Lors d'un festin, tous les guerriers entendent un cri déchirant qui les fait se précipiter en armes : c'est le bébé encore dans le ventre de sa mère qui l'a poussé. Le druide Cathbad prophétise l'arrivée d'une adorable fillette, si belle que beaucoup de sang sera versé à cause d'elle. À sa naissance, il réitère ses prédictions.
Tous veulent tuer l'enfant, mais Conchobar s'y oppose car il compte l'épouser quand elle aura grandi.
Effectivement, elle devient aussi belle que le druide l'avait annoncé, mais elle a fort peu d'attirance pour le vieux roi. Elle lui préfère sans doute Noise. Celui-ci repousse d'abord les avances de Deirdre sachant qu'elle est promise au roi Conchobar. Mais la belle Deidre lui jette alors un sort (geis) qui l'oblige à l'enlever. Aidé de ses deux frères, Noise s'enfuit avec sa belle au royaume d'Alba. Ils vivent de la chasse, à l'écart dans une forêt puis se placent sous la protection du roi du pays. L'intendant remarque Deirdre et son roi le charge de lui faire la cour en secret, en son nom. Et la coquette se plaît au jeu jusqu'à ce qu'elle découvre que le roi va faire assassiner son époux.
Nouvelle fuite, nouvelle errance. Conchobar envoie Fergus chercher Deirdre, Noise et ses frères, mais leur roman d'amour a ému le cœur de beaucoup d'Irlandais. Seuls la ruse et le pouvoir magique de Cathbad vont triompher. Tous les partisans de Deirdre sont exterminés, son époux a la tête tranchée, la guerre civile déchire l'Irlande, mais Conchobar peut enfin jouir de sa promise, pendant un an.
Au bout de cette année, il la donne au bourreau de Noise, Eogan Duntracht. C'en est trop pour Deirdre, et elle se jette dans le vide alors que le char l'emmène auprès de son nouveau mari.

## Enterrement
Les deux corps de Noise et Deirdre sont enterrés dans deux tombes séparées. Au bout de quelque temps on retrouvera l'une vide et l'autre avec deux corps : « L'amour plus fort que la mort ». Le roi Conchobar furieux les ré-enterre séparément et cloue leurs corps avec un pieu d'if. Les deux pieux se mettent alors à pousser et les branches des deux ifs finiront par entremêler leurs branches au-dessus du toit de l'église.

## Deirdre dans la littérature et dans la musique
Quatre pièces sont basées sur l'histoire de Deirdre :
- Deirdre (1907), par William Butler Yeats
- Deirdre of the Sorrows (1910), par John Millington Synge
- La tragédie de Déirdré (1938) par le poète mauricien Robert Edward Hart
- Deïrdre des douleurs, par le compositeur René Herbin (1944, en captivité). Deux versions, dues toutes les deux à René Herbin : pour orchestre de chambre et transcription pour flûte et piano
- Deirdre dans l'album Sunflower des Beach Boys de 1970
- A Cry from Heaven (en) (2005), par Vincent Woods (en)

Un roman de James Stephens, intitulé Deirdre (1923), raconte lui aussi ce mythe. Il a été traduit par Marguerite et Abel Chevalley.

## Deirdre dans l'audiovisuel
- La légende de Deirdre a librement inspiré le film amateur Larmes Celtiques (2011), réalisé par Guillaume Agostini.
- Deirdre of the Sorrows (1998) est une œuvre musicale du compositeur irlandais Patrick Cassidy.
- Deirdre est un personnage du jeu Fire Emblem: Genealogy of the Holly War